# Interkozmosz–8
Interkozmosz–8 (oroszul: Интеркосмос–8 [Intyerkoszmosz–8]), rövidítve (IK–8) szovjet ionoszférakutató műhold, melyet a szocialista országok közös űrkutatási programja, az Interkozmosz keretében indítottak.

## Küldetés
A dnyipropetrovszki Juzsnoje tervezőirodában kifejlesztett – a tervezőmunka 1967 áprilisában kezdődött – és a Juzsmas vállalatnál gyártott DSZ–U1–IK típusú műhold.

## Jellemzői
1972. november 30-án a Pleszeck űrrepülőtérről egy Interkozmosz hordozórakétával, a Koszmosz–2 (11K63) típussal juttatták alacsony Föld körüli pályára. A műhold pályája 93,1 perces periódusú, 71 fokos hajlásszögű, az elliptikus pálya perigeuma 214 kilométer, apogeuma 649 kilométer volt. Energiaellátását akkumulátorok és napelemek összehangolt egysége biztosította. Feladata, felépítése, tudományos programja megegyezett az Interkozmosz–2 műholdéval. Az eszköz súlya 340 kg, hasznos tömege 260 kilogramm, hasznos műszerei 22,5 kilogramm súllyal rendelkeztek. Aktív szolgálati idejét 1973. március 2-án 91 nap után fejezte be, a Föld légkörébe érve elégett.

## Külső hivatkozások
- Az Interkozmosz–8 az Orosz Tudományos Akadémia (RAN) Űrkutatási Tanácsa Naprendszer szekciójának honlapján (oroszul) Interkozmosz–8. cosmos.ru. (Hozzáférés: 2012. december 16.)
- A DSZ–U1–IK műhold az Encíyclopedia Astronautica oldalán Interkozmosz–8. astronautix.com. (Hozzáférés: 2012. december 16.)
- Interkozmosz–8. skyrocket.de. (Hozzáférés: 2012. december 15.)
- Interkozmosz–8. lib.cas.cz. (Hozzáférés: 2012. december 16.)

| Elődje: Interkozmosz–7 | Interkozmosz sorozat 1969–1994 | Utódja: Interkozmosz–9 |